# La cigarra (canción)
La cigarra es una canción mexicana del género de huapango, y obra del compositor mexicano Raymundo Pérez y Soto. Fue escrita y publicada a mediados de la década de los años 1950 del siglo XX.

## Letra e interpretaciones
La canción consta de seis estrofas todas en primera persona y habla sobre las hondas penas, no confesadas, de quien canta; expresadas mediante la disyuntiva o dilema por aceptar o no el inseparable vínculo entre el canto de la cigarra y su fin, comparando esta díada: canto-muerte, con la propia: pena-canto y entonces el inminente desenlace: penas-canto-muerte, aceptando empero y al final, esa relación u orden de cosas. Lo anterior queda evidenciado observando la primera y quinta estrofa: 

-1a-
Ya no me cantes cigarra
 que acabe tu sonsonete
 que tu canto aquí en el alma
 como un puñal se me mete
sabiendo que cuando cantas
pregonando vas tu muerte

-5a-
Bajo la sombra de un árbol
Y al compás de mi guitarra
Canto alegre este huapango
Porque la vida se acaba
Y quiero morir cantando
Como muere la cigarra

En la cuarta estrofa se nos revela la naturaleza de las penas de quien canta:

-4a-
Un palomito al volar
que llevaba el pecho herido
ya casi para llorar
me dijo muy afligido
ya me canso de buscar
un amor correspondido

En la segunda estrofa, nos da una idea de la intensidad de su pena:

-2a-
Marinero, marinero
dime si es verdad que sabes
porque distinguir no puedo
si en el fondo de los mares
hay otro color más negro
que el color de mis pesares

En tercera y sexta estrofa, hay dos línea de vocalizaciones en cada una, y luego se repiten los últimos dos versos de las estrofa precedentes.
Las versiones o interpretaciones, son en general homogéneas en cuanto a la letra, guardando la versión del compositor Raymundo Pérez y Soto, distinguiéndose más en los arreglos musicales. Entre las diversas interpretaciones podemos mencionar la de María Elena Marqués, Lola Beltrán, María de Lourdes, Linda Ronstadt, Natalia Lafourcade, Natalia Jiménez y María Félix. De esta última interpretación, se puede comentar que la grabación de un álbum de música, de donde se desprende esta interpretación, fue un deseo personal de la diva de la época de oro del cine mexicano y fue realizado por Fonovisa Records en 1998, cuando María Félix contaba con 84 años de edad.